# Gastrodes intermedius
Gastrodes intermedius är en insektsart som beskrevs av Robert L. Usinger 1938. Gastrodes intermedius ingår i släktet Gastrodes och familjen Rhyparochromidae. Inga underarter finns listade i Catalogue of Life.